# Billet de 500 francs La Paix
Pour les articles homonymes, voir 500 francs.
Recto
Verso
Chronologie
500 francs bleu et rose 500 francs Colbert (non émis)
500 francs Chateaubriand
Le 500 francs La Paix est un billet de banque en francs français créé par la Banque de France le 4 janvier 1940 et émis le 25 février 1941 pour succéder au 500 francs bleu et rose. Il sera remplacé par le 500 francs Chateaubriand.

## Historique
Ce billet appartient à la série des billets imprimés en taille douce et en quadrichromie, une technique toujours utilisée aujourd'hui, permettant d'obtenir du relief et des traits plus nets. Elle est inaugurée dès 1934 avec le 5000 francs Victoire suivant une thématique générale visant à renforcer la cohésion nationale.
Le 500 francs bleu et rose existait depuis 1888, ce qui constitue un record en soi : le besoin d'un nouveau billet de 500 francs se faisait sentir depuis la fin de la guerre, notamment à cause de la vulnérabilité du billet face à la contrefaçon, et un essai avait été lancé en 1921 suivant une thématique "sciences et philosophie", d'une belle facture, signée par le peintre Émile Friant mais qui ne vit jamais le jour. Un type définitif fut enfin voté en 1939, et le 500 francs La Paix fut créé... durant le conflit militaire avec l'Allemagne !
Le 500 francs La Paix fut imprimé de janvier 1940 à mars 1945, puis retiré de la circulation et privé de son cours légal le 4 juin 1945. Il aura été émis à 205 800 000 exemplaires.

## Description
Ce billet est l’œuvre du peintre Sébastien Laurent et fut gravé par Georges Hourriez et Rita Dreyfus.
Les tons sont polychromes, remarquablement équilibrés.
Au recto, à gauche, un buste de femme drapée d'une toge jaune et bleu, couronnée de feuilles de laurier et de chêne, tenant un rameau d'olivier à la main, symbolisant la Paix. La vignette est encadrée de feuilles de laurier à fleurs et d'olivier, de chêne et d'épis de blé. Surmontée par deux monogrammes de la Banque de France, au centre, une composition en bouquet de lauriers et de feuilles de chêne jaunes.
Au verso, sur la droite, de profil, les bustes accolés d'un jeune homme tenant un outil sur l'épaule et d'une jeune femme avec des épis de blé et deux marguerites piqués dans ses cheveux, symbolisant l'Agriculture et la Jeunesse, le tout dans un encadrement de feuilles d'olivier et de chêne avec au centre, une composition formant une croix (on peut y voir une croix de Lorraine, mais le doute reste permis) dans laquelle s'inscrit le monogramme de la Banque.
Le filigrane blanc représente un profil de femme laurée (celui de la Paix) et le monogramme de la Banque de France.
Les dimensions sont de 195 × 115 mm.

## Remarques
- Une fois plié vers l'intérieur, le verso devient "muet", la valeur faciale disparaissant quasiment dans le pli, tout comme avec le 50 francs Luc Olivier Merson : une nouvelle erreur graphique que l'Institut monétaire ne reproduira plus par la suite.
- Un projet de 500 francs Colbert fut dessiné par Lucien Jonas en 1943 mais jamais émis[5].